# Heinrich Knirr
Heinrich Knirr, né le 2 septembre 1862 à Pančevo et mort le 26 mai 1944 à Staudach-Egerndach, est un peintre allemand académique, notable comme portraitiste officiel d'Adolf Hitler.

## Biographie

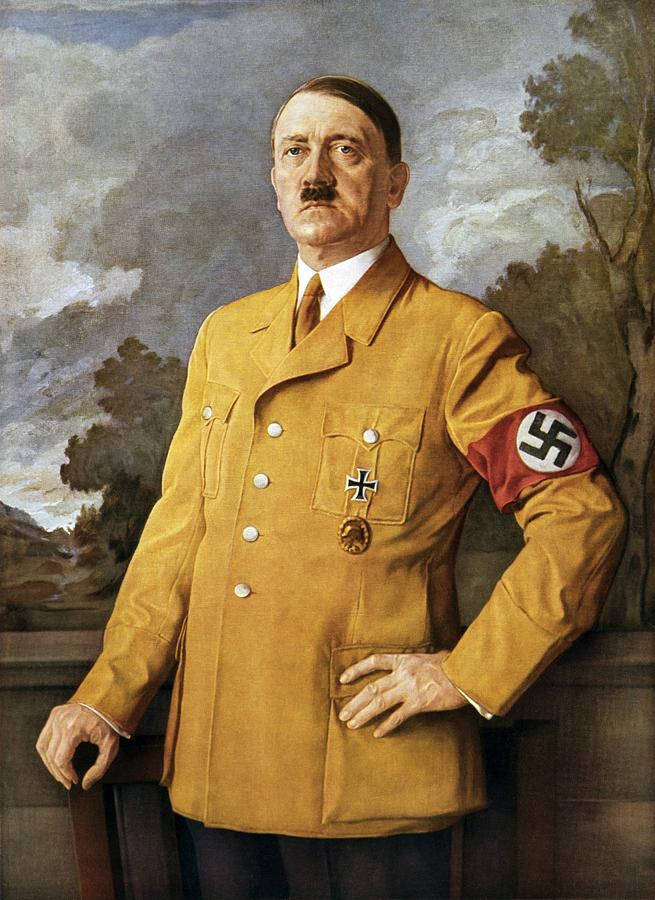
Heinrich Knirr, portrait d'Hitler 1937.

Knirr est né à Pančevo, faisant alors partie de l'Empire Austro-hongrois, maintenant en Serbie. Il apprend la peinture à l'Académie des beaux-arts de Vienne et à l'Académie des beaux-arts de Munich. Il s'est principalement spécialisé dans la peinture de paysage et de portrait, et a été membre des groupes de la Sécession viennoise et de la Sécession de Munich. Heinrich Knirr a tenu une école privée de peinture à Munich, qui fut l'une des plus réputées écoles d'art d'Allemagne. Elle a attiré des étudiants comme Paul Klee, Emil Orlik et Vadim Meller entre autres. Knirr enseigna aussi de 1898 à 1910, à l'Académie des beaux-arts de Munich. 
À Munich et Fribourg dans les années 1920, il est engagé par Fanny Thannhauser à de nombreuses reprises, pour peindre les portraits de la famille et des patients du docteur en psychiatrie Siegfried Thannhauser. 
Sous le Troisième Reich il est l'auteur de plusieurs portraits officiels d'Adolf Hitler dont celui de 1935 d'après une photo d'Heinrich Hoffman qui fut son ancien élève à Munich, largement diffusé et reproduit, et ceux de 1936, 1937, 1938 et 1940. Qualifié par Albert Speer de « peintre de cour » (hofmaler), il fait partie des portraitistes officiels du régime avec Fritz Erler, Conrad Hommel (en), Franz Triebsch (de) et Karl Truppe. Knirr était particulièrement apprécié d'Hitler, et fut le seul artiste pour qui ce dernier posa, les autres portraits officiels étant peints d'après photos. Étant très bien payé par le régime nazi, ses portraits furent régulièrement exposés dans les Salons officiels du troisième Reich. Il est décoré en 1942 de la médaille Goethe de l'art et de la science.

## Élèves
- Hugo Baar
- Erma Bossi
- Paula Deppe
- Otto Illies
- Eugen von Kahler
- Paul Klee
- Rudolf Levy
- Vadym Meller
- Ernst Morgenthaler
- Otto Nückel
- Ernst Oppler
- Emil Orlík
- Emmy Paungarten
- Wolf Röhricht
- Milena Pavlović-Barili
- Walter Schneckenberg
- Wilhelm Scholkmann
- Hermann Stenner